# 倫納德 (密蘇里州)
倫納德（英語：Leonard）是位於美國密蘇里州謝爾比縣的村。

## 人口
根據2020年美國人口普查的數據，倫納德的面積為0.83平方千米，皆為陸地。當地共有人口57人，而人口密度為每平方千米69人。